# Web 2.0
Web 2.0 ist ein Schlagwort, das für eine Reihe interaktiver und kollaborativer Elemente des Internets, speziell des World Wide Webs, verwendet wird. Dabei konsumiert der Nutzer nicht nur den Inhalt, er stellt als Prosument selbst Inhalt zur Verfügung. Der Begriff postuliert in Anlehnung an die Versionsnummern von Softwareprodukten eine neue Generation des Internets und grenzt diese von früheren Nutzungsarten ab.
Die Verwendung des Begriffs hat jedoch seit den 2010er Jahren zugunsten des Begriffs Social Media abgenommen.

## Herkunft
Der Begriff Web 2.0 wurde im Dezember 2003 in der US-Ausgabe „Fast-Forward 2010 – The Fate of IT“ der Zeitschrift CIO in dem Artikel „2004 – The Year of Web Services“ von Eric Knorr, Chefredakteur des IDG Magazins InfoWorld, erstmals gegenüber einer breiten Öffentlichkeit erwähnt.

“An increase of outsourcing with web services is nothing less than the start of what Scott Dietzen, CTO of BEA Systems, calls the Web 2.0, where the Web becomes a universal, standards-based integration platform. Web 1.0 (HTTP, TCP/IP and HTML) is the core of enterprise infrastructure.”

„Eine vermehrte Ausgliederung mit Netzdiensten ist nicht weniger als der Anfang davon, was Scott Dietzen, Technischer Direktor von BEA Systems, das Web 2.0 nennt, wodurch das Netz eine universelle, standardbasierte Integrationsplattform wird. Das Web 1.0 (HTTP, TCP/IP und HTML) ist der Kern geschäftlicher Infrastruktur.“

2004 wurde der Begriff auch von Dale Dougherty und Craig Cline verwendet und erhielt nach dem Artikel „What is Web 2.0“ von Tim O’Reilly vom 30. September 2005 erhebliches Medienecho, auch außerhalb des englischen Sprachraumes. Der Begriff ist jedoch umstritten und wird beispielsweise von Tim Berners-Lee, dem Begründer des World Wide Web, kritisch gesehen. Tim O’Reilly definierte den Begriff Web 2.0 im Jahr 2006, ähnlich Eric Knorr oder Scott Dietzen. O’Reilly beschrieb Web 2.0 als eine Veränderung in der Geschäftswelt und als eine neue Bewegung in der Computerindustrie hin zum Internet als Plattform.

“Web 2.0 is the business revolution in the computer industry caused by the move to the Internet as a platform, and an attempt to understand the rules for success on that new platform.”

„Das Web 2.0 ist die Geschäftsrevolution in der Computerindustrie, hervorgerufen durch die Verlagerung ins Internet als Plattform, und ein Versuch, die Regeln für den Erfolg auf dieser neuen Plattform zu verstehen.“

## Bedeutung
Der Begriff Web 2.0 bezieht sich neben spezifischen Technologien oder Innovationen wie Cloud Computing primär auf eine veränderte Nutzung und Wahrnehmung des Internets. Die Benutzer erstellen, bearbeiten und verteilen Inhalte in quantitativ und qualitativ entscheidendem Maße selbst, unterstützt von interaktiven Anwendungen. Um die neue Rolle des Nutzers zu definieren, hat sich mittlerweile der Begriff Prosument (englisch Prosumer) durchgesetzt. Die Inhalte werden nicht mehr nur zentralisiert von großen Medienunternehmen erstellt und über das Internet verbreitet, sondern auch von einer Vielzahl von Nutzern, die sich mit Hilfe Social Software zusätzlich untereinander vernetzen. Im Marketing wird versucht, vom Push-Prinzip (Stoßen: aktive Verteilung) zum Pull-Prinzip (Ziehen: aktive Sammlung) zu gelangen und Nutzer zu motivieren, Webseiten von sich aus mitzugestalten.

## Hintergrund
Der Begriff grenzt die interaktiven Nutzungsarten von einem – nachträglich so genannten – Web 1.0 ab, in dem es nur wenige „Bearbeiter“ (Personen und Organisationen, die Inhalte für das Web erstellten oder Informationen bereitstellten), aber zahlreiche „Benutzer“ (Konsumenten, welche die bereitgestellten Inhalte passiv nutzten) gegeben hat.
Zu Beginn bestand das Web vor allem aus statischen HTML-Seiten, von denen viele für längere Zeit unverändert ins Netz gestellt und nur gelegentlich überarbeitet oder in größeren Zeitabständen ausgetauscht wurden. Damit sich Seiten auch von mehreren Menschen effizient bearbeiten und verwalten lassen, sind Content-Management-Systeme und aus Datenbanken gespeiste Systeme entwickelt worden, die während der Laufzeit die Inhalte von Seiten dynamisch (nicht zu verwechseln mit Dynamic HTML) austauschen oder neue Inhalte einzusetzen helfen.
Folgende Entwicklungen haben ab etwa 2005 aus Sicht der Befürworter des Begriffs zur veränderten Nutzung des Internets beigetragen:
- Die Trennung von lokaler und zentraler Datenhaltung schwindet: Auch Anwender ohne überdurchschnittliche technische Kenntnis oder Anwendungserfahrung benutzen Datenspeicher im Internet (etwa für Fotos). Lokale Anwendungen greifen auf Anwendungen im Netz zu; Suchmaschinen greifen auf lokale Daten zu.
- Die Trennung lokaler und netzbasierter Anwendungen schwindet: Programme aktualisieren sich selbstständig über das Internet, laden Module bei Bedarf nach und immer mehr Anwendungen benutzen einen Internet-Browser als Benutzerschnittstelle.
- Es ist nicht mehr die Regel, die einzelnen Dienste getrennt zu nutzen, sondern die Webinhalte verschiedener Dienste werden über offene Programmierschnittstellen nahtlos zu neuen Diensten verbunden (siehe Mashups).
- Durch Neuerungen beim Programmieren browsergestützter Anwendungen kann ein Benutzer auch ohne Programmierkenntnisse viel leichter als bisher aktiv an der Informations- und Meinungsverbreitung teilnehmen (siehe User-generated content). So sind beispielsweise Content-Management-Systeme für Blogs nun mit verlässlicher Rechteverwaltung ausgestattet, die es Betreibern von Anwendungen erlauben, nur Teile der Inhalte nachvollziehbar und in einem engen Rahmen durch Nutzer verändern zu lassen.

## Verbreitung des Begriffs

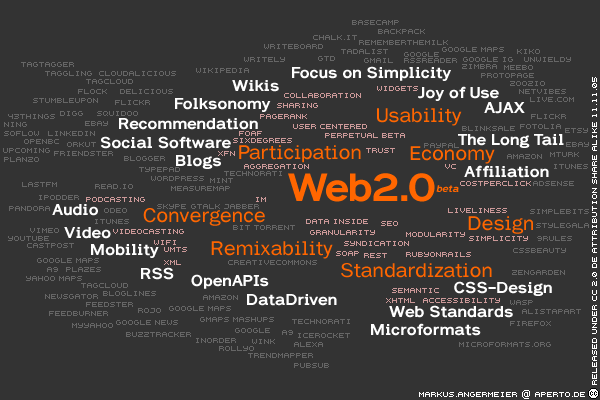
Am 30. September 2005 schrieb Tim O’Reilly einen Artikel, der das Thema grundlegend erklärt. Die hier abgebildete Tagcloud zeigt die Prinzipien des Web 2.0. Sie wurde von Markus Angermeier am 11. November 2005 veröffentlicht.

Als Dale Dougherty (O’Reilly Verlag) und Craig Cline (MediaLive) gemeinsam eine Konferenz planten, betonte Dougherty, das Web sei in einer Renaissance, bei der sich die Regeln und Geschäftsmodelle verändern. Er stellte eine Reihe von Vergleichen an: „DoubleClick war Web 1.0; Google AdSense ist Web 2.0. Ofoto war Web 1.0; Flickr ist Web 2.0.“ Dougherty bezog John Battelle ein, um eine geschäftliche Perspektive zu erarbeiten. Daraufhin veranstalteten O’Reilly Media, Battelle und MediaLive die erste Web-2.0-Konferenz im Oktober 2004. Die Konferenz findet seitdem jährlich im Oktober statt.
CMP Technology hat den Begriff Web 2.0 in Verbindung mit Konferenzen in den USA als sogenannte Service Mark (Dienstleistungsmarke) angemeldet. In diesem Zusammenhang erregte der Begriff im Frühjahr 2006 Aufmerksamkeit, als eine nicht kommerzielle Organisation den Begriff für eine eigene Konferenz verwendete und von CMP anwaltlich abgemahnt wurde. Insbesondere in Weblogs wurde diese Maßnahme zum Teil scharf kritisiert. O’Reilly und Battelle fassten Schlüsselprinzipien zur Charakterisierung von Anwendungen zusammen, die dem Begriff Web 2.0 zugeordnet werden können:
- das Web als Plattform (anstatt des lokalen Rechners)
- datengetriebene Anwendungen (Inhalte sind wichtiger als das Aussehen)
- die Vernetzung wird verstärkt durch eine „Architektur des Mitwirkens“ (jeder kann mitmachen)
- Innovationen beim Aufbau von Systemen und Seiten durch die Verwendung von Komponenten, welche von verschiedenen Entwicklern erstellt worden sind und beliebig miteinander kombiniert werden können (ähnlich dem Open-Source-Entwicklungsmodell)
- einfache Geschäftsmodelle durch das verteilte, gemeinsame Nutzen von Inhalten und technischen Diensten
- das Ende des klassischen Software-Lebenszyklus; die Projekte befinden sich immerwährend im Beta-Stadium
- die Software geht über die Fähigkeiten eines einzelnen Verwendungszwecks hinaus
- es wird nicht nur auf die Vorhut von Web-Anwendungen abgezielt, sondern auf die breite Masse der Anwendungen[7]Aufkommen gängiger Begriffe, die dem Begriff Web 2.0 zugeordnet werden, im Zeitverlauf.[10]

Aufkommen gängiger Begriffe, die dem Begriff Web 2.0 zugeordnet werden, im Zeitverlauf.

## Charakteristika
Das Web 2.0 kann folgendermaßen charakterisiert werden:
- Durch die Benutzer generierter Inhalt (content), selbstpublizierend.
- Die Möglichkeit, die kollektive Intelligenz der User zu nutzen. Je mehr User dazu beitragen, desto wichtiger und wertvoller kann die Web-2.0-Seite werden.
- Einzigartige Umgebung zur Kommunikation und Zusammenarbeit.
- Zurverfügungstellung von Daten in neuen oder nie beabsichtigten Formen. Web-2.0-Daten können neu zusammengestellt werden („mash up“ oft durch Web-service-Oberflächen).
- Durch einfache Programmiertechniken und Werkzeuge wird es auch für Nicht-Experten möglich, als Entwickler zu agieren (z. B. Wikis, Blogs, RSS und Podcasts).
- Der Wegfall von Software Upgrade Cycles macht alles zu einem ewigen Beta.
- Besondere Möglichkeiten des Austausches von Content und Medien.
- Netzwerke fungieren als Plattformen, die den Usern die Nutzung von Anwendungen durch Browser ermöglichen.

## Technik
Aus technischer Sicht bezeichnet Web 2.0 auch eine Anzahl von bereits in der zweiten Hälfte der 1990er Jahre entwickelten Methoden, von denen viele erst mit dem Aufkommen einer großen Zahl breitbandiger Internetzugänge weltweit und allgemein verfügbar wurden. Typische Techniken und Leistungen sind:
- Web-Feeds im Format RSS, Atom oder ähnlichem, bei denen Informationen zwischen Websites ausgetauscht werden
- Techniken, die es ermöglichen, Web-Anwendungen wie herkömmliche Desktop-Anwendungen zu bedienen (zum Beispiel AJAX)
- Webservices

### Abonnementdienste
Manche Betreiber von Websites, beispielsweise Zeitungen, stellen Inhalte der Website in einer Form zur Verfügung, die der Benutzer abonnieren kann. Neue Inhalte werden automatisch heruntergeladen und dem Benutzer durch ein geeignetes Programm angezeigt. Populäre Anwendungen hierfür sind unter anderem das Anzeigen der neuesten Schlagzeilen der bevorzugten Zeitung auf dem Desktop oder Information über neu eingetroffene E-Mails in einem Webmail-Postfach. Solche Abonnementdienste heißen Web-Feeds; die zu Grunde liegenden Formate sind in der Regel RSS oder Atom.

### Webservice
Als Webservice wird ein über das Web abrufbares Daten- oder Datenauswertungsangebot bezeichnet, das Programmen standardisierte Abfrage- oder Datenaustauschwege bietet. Ein Webservice ist nicht darauf ausgelegt, unmittelbar durch Menschen benutzt zu werden. Im Zusammenhang mit dem sogenannten Web 2.0 meint man mit Webservices Zusammenfassungen von Diensten verschiedener Anbieter zu einem neuen, leistungsfähigeren oder umfassenderen Dienst für Internetnutzer.
Beispielanwendungen:
- Verschiedene Suchmaschinen ermöglichen den Internet-Benutzern, von ihrer eigenen Website aus eine Suchanfrage an den Suchdienst abzuschicken. Selbstverständlich können auch Programme solche Web-Services von Internet-Suchmaschinen verwerten.
- Websites, mit deren Hilfe man seine Bibliothek (beispielsweise LibraryThing) verwalten kann, nutzen Web-Services von Internetbuchhändlern, für die Suche nach Büchern, Autoren etc. Der Web-Service-Anbieter liefert Datensätze mit Angaben zu den gefundenen Büchern, teilweise mit einer Abbildung des Titelbildes.

### Semantisches Web
Der Begriff Web 2.0 wird auch mit dem semantischen Web in Verbindung gebracht. Dies betrifft etwa die Verwendung von Elementen wie FOAF und XFN zur Beschreibung sozialer Netzwerke, die Entwicklung von Folksonomies als vereinfachte Variante der Ontologien, der Verwendung von Geotagging oder RDF-basierten RSS- oder Atom-Feeds, die Verwendung von Mikroformaten bis hin zur Erstellung von Ontologien mit Hilfe von Wikis. Das Semantic Web beschreibt eine Technologieentwicklung hin zu einer höheren Interoperabilität durch den Einsatz von Standards wie etwa XML, RDF und OWL. Die Verarbeitung der Information durch Maschinen soll damit erhöht werden.

## Anwendungen
Aus praktischer Sicht werden einige Internet-Anwendungen direkt zum Begriff Web 2.0 zugeordnet:
- Wiki: eine Ansammlung von Webseiten, die von Benutzern frei erstellt und überarbeitet werden können[12]
- Blog: Wird oftmals als Tagebuch im Internet bezeichnet. Ein festgelegter Autorenkreis verfasst Einträge, die in chronologisch umgekehrter Reihenfolge aufgelistet werden. Der Leser kann Kommentare zu den Einträgen verfassen.[13]
- Podcast: bezeichnet das Veröffentlichen von Audio- und Videodateien im Internet[14]
- soziale Netzwerke: stellen soziale Beziehungen im Internet dar. Sie ermöglichen es dem Nutzer, ein Profil zu erstellen und Kontakte zu verwalten. Meist können sich die Mitglieder in Gruppen oder Communitys untereinander austauschen.[15]
- virtuelle Welt: dreidimensionale Plattform im Internet
- Social Bookmarks: Sie bieten dem Nutzer die Möglichkeit zur Speicherung und Kategorisierung von persönlichen Links.
- Social News: Nachrichteneinreichung, -bewertung und -kommentierung durch Nutzer (s. auch partizipativer Journalismus).
- Media-Sharing-Plattformen: Interessierten Benutzern bieten die Plattformen die Möglichkeit, ein Profil anzulegen, Mediendaten wie Fotos und Videos zu speichern und Inhalte anderer Nutzer zu konsumieren sowie zu bewerten[16]

## Begriffsübertragung
Der Begriff Web 2.0 erlangte eine derartig hohe Popularität, dass das Begriffsschema inzwischen auf vielfältige Bereiche angewendet wird, wie Health 2.0, Bibliothek 2.0, Fernsehen 2.0, Politik 2.0, Beziehung 2.0 , Lernen 2.0, Enterprise 2.0 oder auch Wirtschaft 2.0. Ihnen gemeinsam ist die Absicht, die Beteiligungsmöglichkeiten beziehungsweise die Interaktivität der Nutzer oder Konsumenten in bestimmten Bereichen deutlich zu machen.
2.0 wird auch allgemein für eine neue oder verbesserte Version verwendet, mitunter auch im Sinne einer Wiederholung auf anderer Ebene, wie etwa bei Stasi 2.0.
Auch in kulturellem Kontext wird das Begriffsschema verwendet, teilweise schon vor der Verbreitung des Begriffs Web 2.0. So lautet beispielsweise der Titel des 1998 veröffentlichten zweiten Albums von Garbage Version 2.0.
Weitere Beispiele sind die US-amerikanische Fernsehserie Jake 2.0 und der deutsche Titel einer Episode von CSI: Den Tätern auf der Spur Mordermittlung 2.0.

## Wirtschaftliche Bedeutung
Die Bedeutung der Web-2.0-Anwendungen lässt sich anhand ihrer Mitgliederzahlen, ihrer Popularität und der Häufigkeit der Nutzung belegen. Facebook ist das größte soziale Netzwerk mit 2,91 Mrd. monatlich aktiven Nutzern im Jahr 2022. Im Ranking der größten Social Networks und Messenger finden sich hinter Facebook YouTube, WhatsApp, Instagram, WeChat und TikTok. Bei jungen Usern unter 30 Jahren zeichnet sich vor allem die Benutzung von Instagram, Snapchat sowie TikTok ab.

## Kritik
Tim Berners-Lee, der Begründer des WWW, sagte 2006 über den Begriff Web 2.0 in einem IBM-Developer-Works-Podcast, er halte Web 2.0 für einen „Jargonausdruck, von dem niemand weiß, was er wirklich bedeutet.“ (Originalzitat: „I think Web 2.0 is of course a piece of jargon, nobody even knows what it means“) Er vertritt die Ansicht, dass das angeblich „neue Netzverständnis“ des Web 2.0 in Wahrheit nichts anderes als das ursprüngliche Netzverständnis ist, das bereits dem Web 1.0 zugrunde lag („Web 1.0 was all about connecting people“).
Berners-Lee konzipierte das Web von Anfang an im gleichen Maße zum Publizieren wie zum Konsumieren der Inhalte. Tatsächlich war auch der erste von ihm entwickelte Webbrowser bereits Editor und Browser zugleich.
Zudem wird von Kritikern angeführt, dass der Begriff Web 2.0 lediglich normale, konsequente Weiterentwicklungen im WWW verallgemeinert. So ist nach Meinung vieler Kritiker der Begriff Web 2.0 eine Marketingblase, welche vermeidet, Neuerungen genau zu beschreiben, indem viele Neuentwicklungen ohne genaue Unterscheidung dem Web 2.0 zugeschlagen werden, auch wenn sie von anderen Technologien oder Zielsetzungen ausgehen. Beispielsweise fasst man unter dem Oberbegriff Web 2.0 so Unterschiedliches zusammen wie netzwerkgestützte Anwendungen, die lokale Anwendungen ersetzen (Client-Server-Anwendungen), und soziale Netzwerkanwendungen. Des Weiteren lege der Begriff Web 2.0 vereinfachend nahe, das Internet sei interaktiver geworden – obwohl es schon seit den Anfängen des Internets rege Usenet-Gemeinden gegeben habe; genau wie später im WWW auch viele Forengemeinschaften. Daher beinhalte Web 2.0 nichts Neues. Auch seien die verwendeten Techniken schon lange, bevor sie unter diesem Begriff verwendet wurden, vorhanden gewesen.

### Zeitschriftenartikel und Whitepapers
- Linda S. L. Lai, Efraim Turban: Groups Formation and Operations in the Web 2.0 Environment and Social Networks. Springer Science+Business Media B.V., 2008.
- Websense Security Labs: State of Internet Security, Q1 – Q2, 2009. (Memento vom 6. Oktober 2009 im Internet Archive) (PDF; 888 kB). Whitepaper, September 2009; vgl. Vivian Yeo, Stefan Beiersmann: Studie: 95 Prozent aller Web-2.0-Inhalte enthalten Spam oder gefährliche Links. (ZDNet.de, 17. September 2009)
- Web 2.0 und Massenmedien: Visionen vs. Empirie. (PDF; 878 kB). In: Forschungsjournal für Neue soziale Bewegungen. 3/2010.